# Мено (Јужна Дакота)
Мено (енгл. Menno) град је у америчкој савезној држави Јужна Дакота.

## Демографија
По попису из 2010. године број становника је 608, што је 121 (-16,6%) становника мање него 2000. године.
| Група             | 2000.       | 2010.       |
| Белци             | 720 (98,8%) | 595 (97,9%) |
| Афроамериканци    | 1 (0,1%)    | 0 (0,0%)    |
| Азијати           | 0 (0,0%)    | 0 (0,0%)    |
| Хиспаноамериканци | 0 (0,0%)    | 5 (0,8%)    |
| Укупно            | 729         | 608         |